# Camp de concentration de Engerhafe

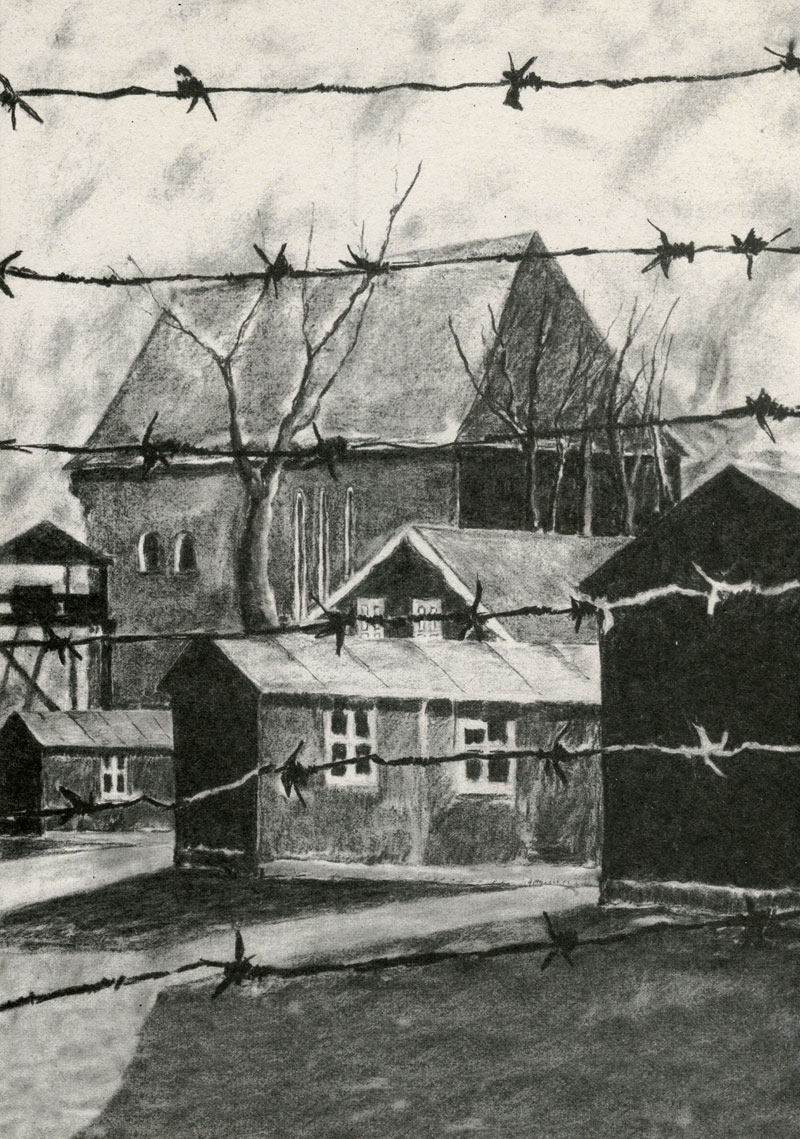

Le camp de concentration d'Engerhafe créé le 21 octobre 1944 est situé à Engerhafe, il est le seul camp de concentration nazi en Frise orientale. il est un des camps-satellite de Neuengamme. 188 prisonniers sont morts dans le camp.

## Histoire
L'Organisation Todt, en accord avec les fermiers locaux, réquisitionne le jardin et le presbytère de la paroisse et y installe le camp. Il se compose de deux grandes baraques composées d'une chambre et d'une douche ; le camp n'est pas clôturé.

## Détenus
Les détenus sont des travailleurs néerlandais affectés à la Wehrmacht pour construire des abris anti-missiles aériens.